# Čachtice

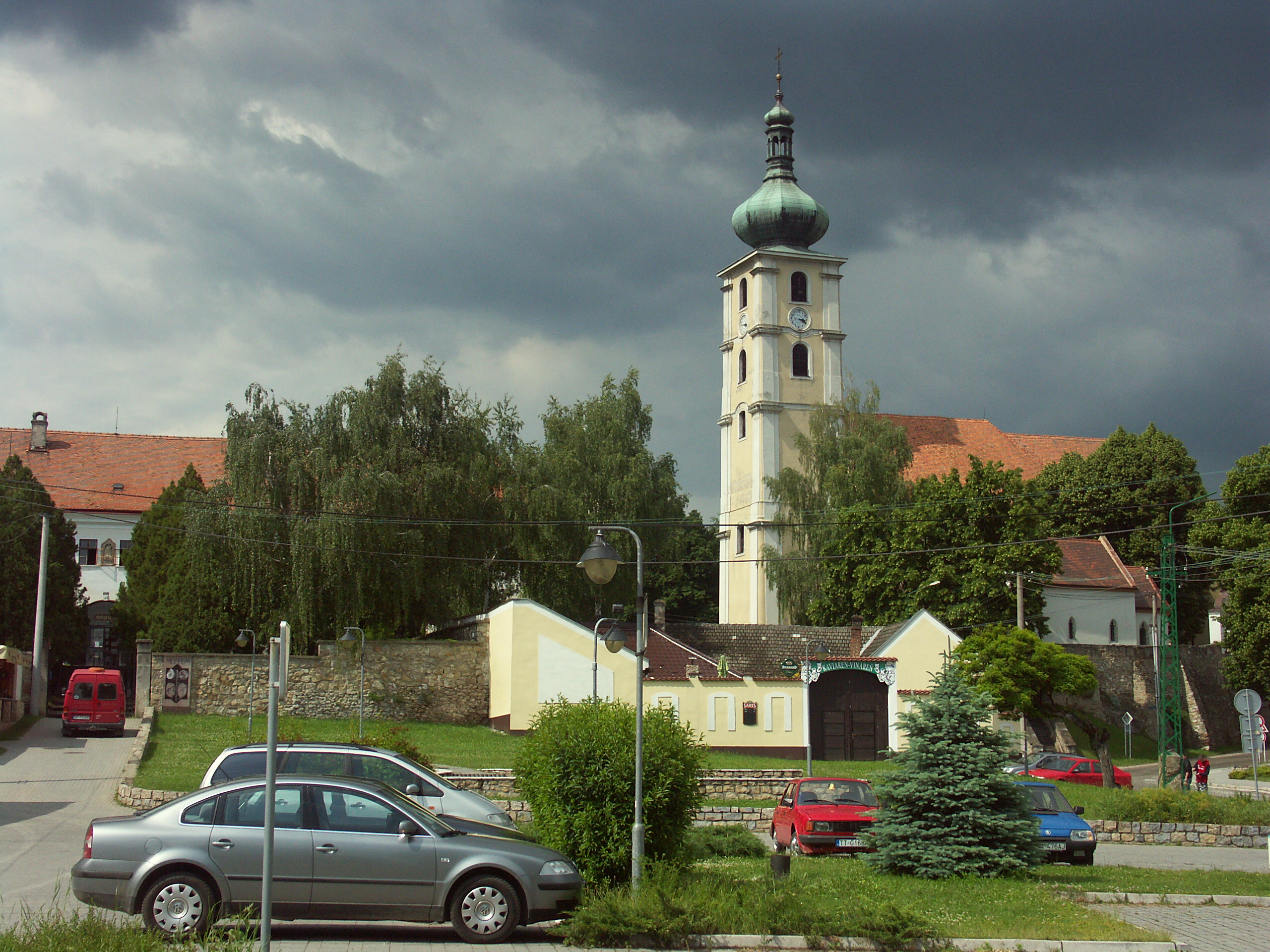
Čachtice

Čachtice (Hongaars: Csejte) is een Slowaakse gemeente in de regio Trenčín, en maakt deel uit van het district Nové Mesto nad Váhom.
Čachtice telt 3.840 inwoners.